# هورتس بلیکر
هورتس بلیکر (به انگلیسی: Horst Bleeker) (زادهٔ ۱۷ ژوئن ۱۹۳۸) شناگر اهل آلمان است.